# ジョン・スチュワート (コメディアン)
ジョン・スチュワート（Jon Stewart、本名：Jonathan Stuart Leibowitz、1962年11月28日 - ）は米国のコメディアン、俳優、作家、およびテレビプロデューサー。米国のコメディ専門チャンネルコメディ・セントラルで放映されている風刺ニュース番組、『ザ・デイリー・ショー』の司会として知られる。その人気を追い風に、第78回アカデミー賞、第80回アカデミー賞の司会もつとめた。

## 来歴
ニューヨークで生まれ、ニュージャージー州で育つ。ウィリアム・アンド・メアリー大学で心理学を学んだ。また、在学中はサッカー選手として活躍。
ジョン・スチュワートのキャリアはスタンダップ・コメディから始まっている。その後テレビの世界に移行し、コメディ・セントラルやMTVの番組に出演した。
1999年初頭から『ザ・デイリー・ショー』の司会および、脚本兼副プロデューサーとして番組製作に参加。2005年には同番組とともにエミー賞を受賞している。基本的にはコメディアンとして物事を茶化すスタイルをとっているが、彼の幅広い知識や政治意識、そしてときどき見せる良識などは若者を中心に多くの人々から支持されている。2001年の同時多発テロ直後の回では特別に時間をとり、涙を流しながら事件についてコメントした。彼はまたブッシュ政権やビル・オライリーなど既成のメディアに対する批判でも知られている。
2004年には、“America (The Book): A Citizen's Guide to Democracy Inaction”を、『ザ・デイリー・ショー』の他の脚本家やプロデューサーとともに著し、その内容のため論争を巻き起こした。本書は、主にアメリカの高校生向けのアメリカ史の教科書を、自虐と風刺のスタイルでパロディ化しており、2004年度のアメリカ国内でのベストセラー15位となった。
2005年、第47回グラミー賞において最優秀コメディ・アルバムを受賞し、2009年、第53回グラミー賞において最優秀スポークン・ワード・アルバムを受賞した。
2011年、ウサーマ・ビン・ラーディン殺害の報道を受けて、連日自身の冠番組で話題に上げていた。必ずしもビンラディンの死ばかりを扱うのではなく、アメリカのコメディ番組で良く用いられる他局のニュース映像を引用する形で、通常は見落とされがちな点にも独自の切り口で迫っていった。例えば、オバマ大統領が、ビンラディン殺害の事実を公表した記者会見の映像では、パキスタンのアボッターバードの発音が英語では「アボッタボッ(Abbottabad)」と聞こえることから、ジョンがオバマ大統領の映像に対して「What? 」と突っ込みを入れていた。また、各局のアボタバードの施設を探索して詳細に報告したニュース映像を引用して、ネスレやコカ・コーラ、ペプシなどの商品が置いてあったことを取り上げ、「テロリストと日常生活が似ている」などとネタにしていた。さらには、ビンラディンの死体画像がオバマ大統領に公開を止められた一方で、それら未公開の写真を見た政治記者が、その凄惨な様子を語る映像を引用してのち、『BONES』や『CSI』などの犯罪ドラマのタイトルをいくつも掲げた映像を横に、「すべてのテレビ番組では…」と、その凄惨な現場を視聴者はテレビドラマで頻繁に見ている、といった政治風刺も欠かさなかった。

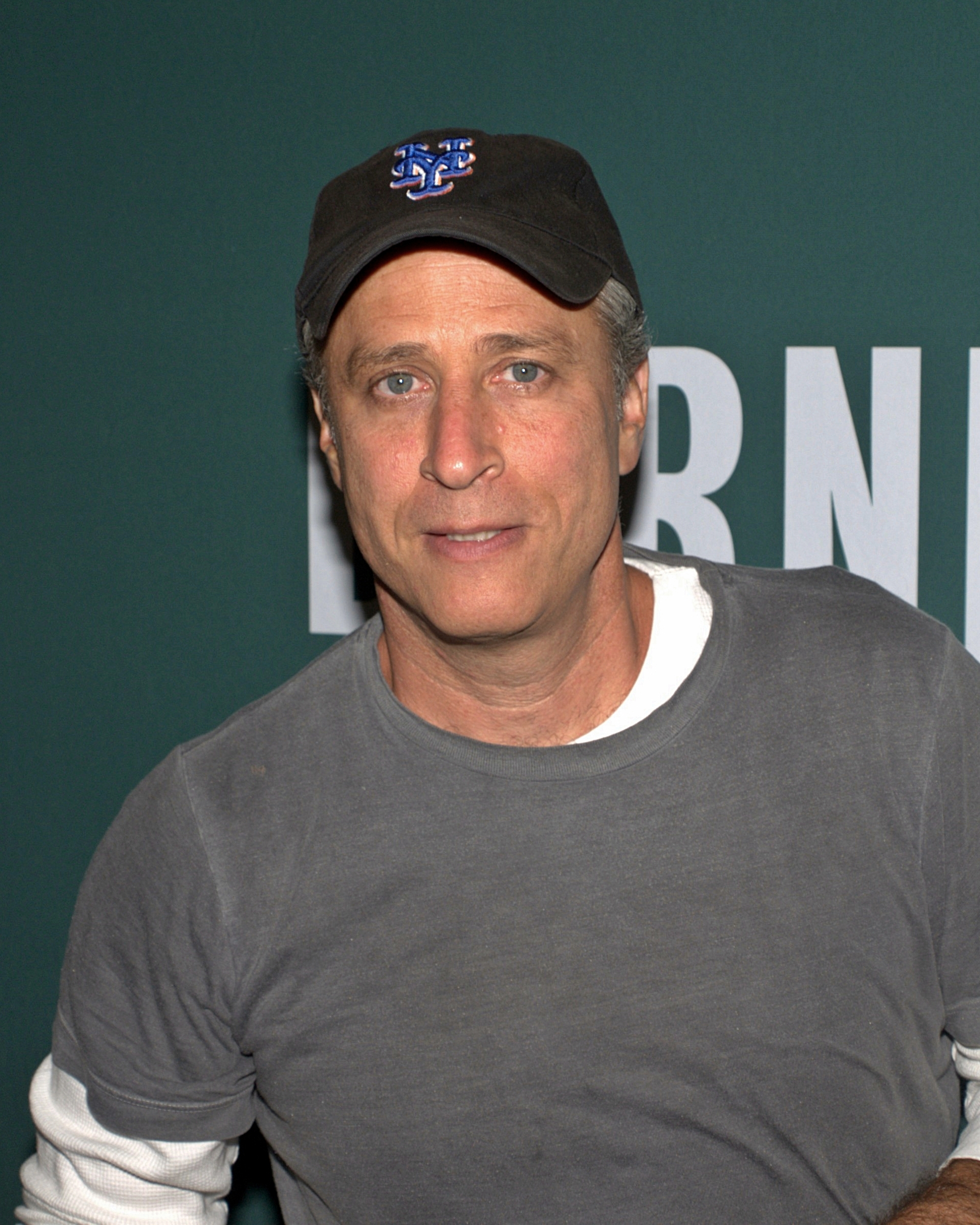
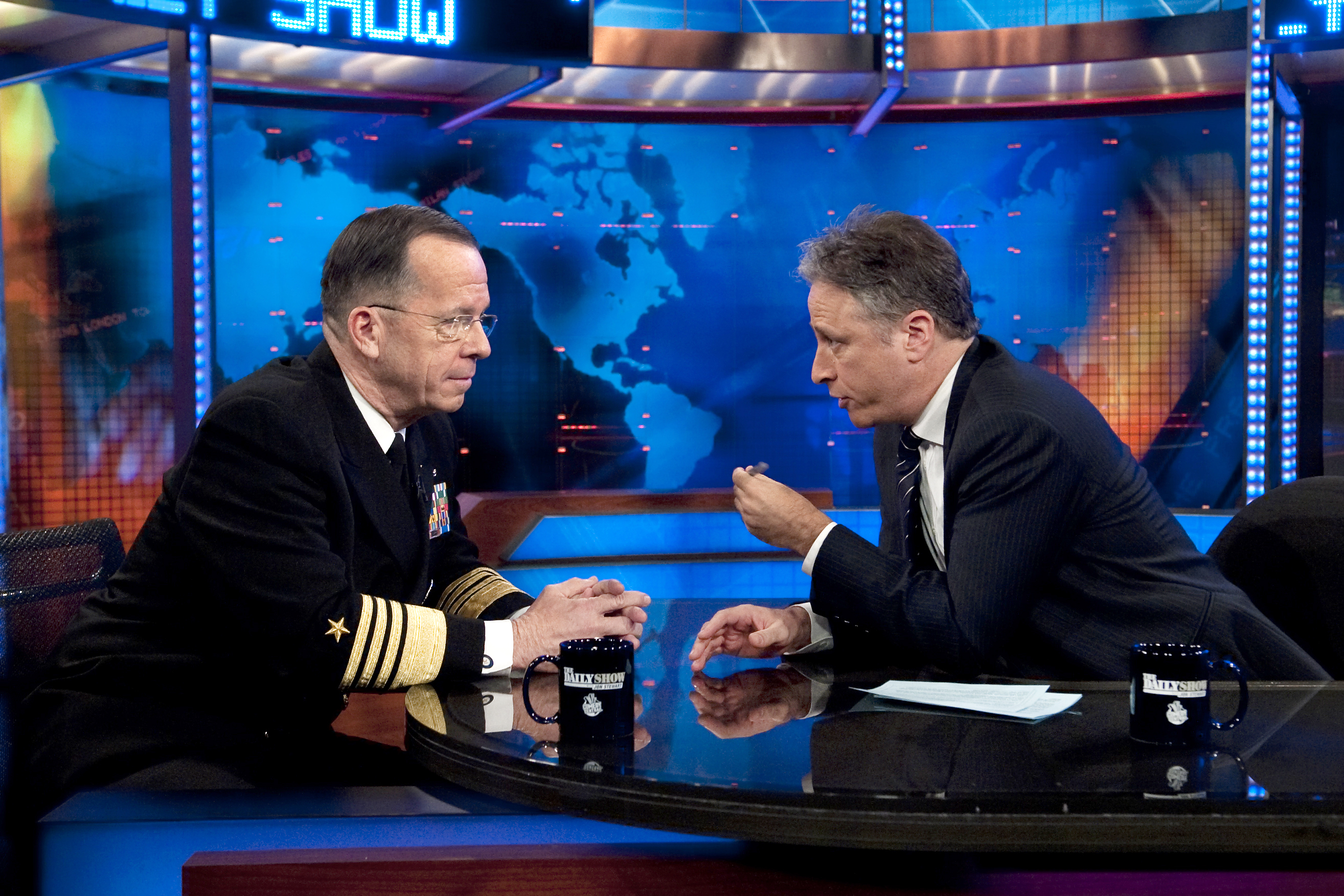
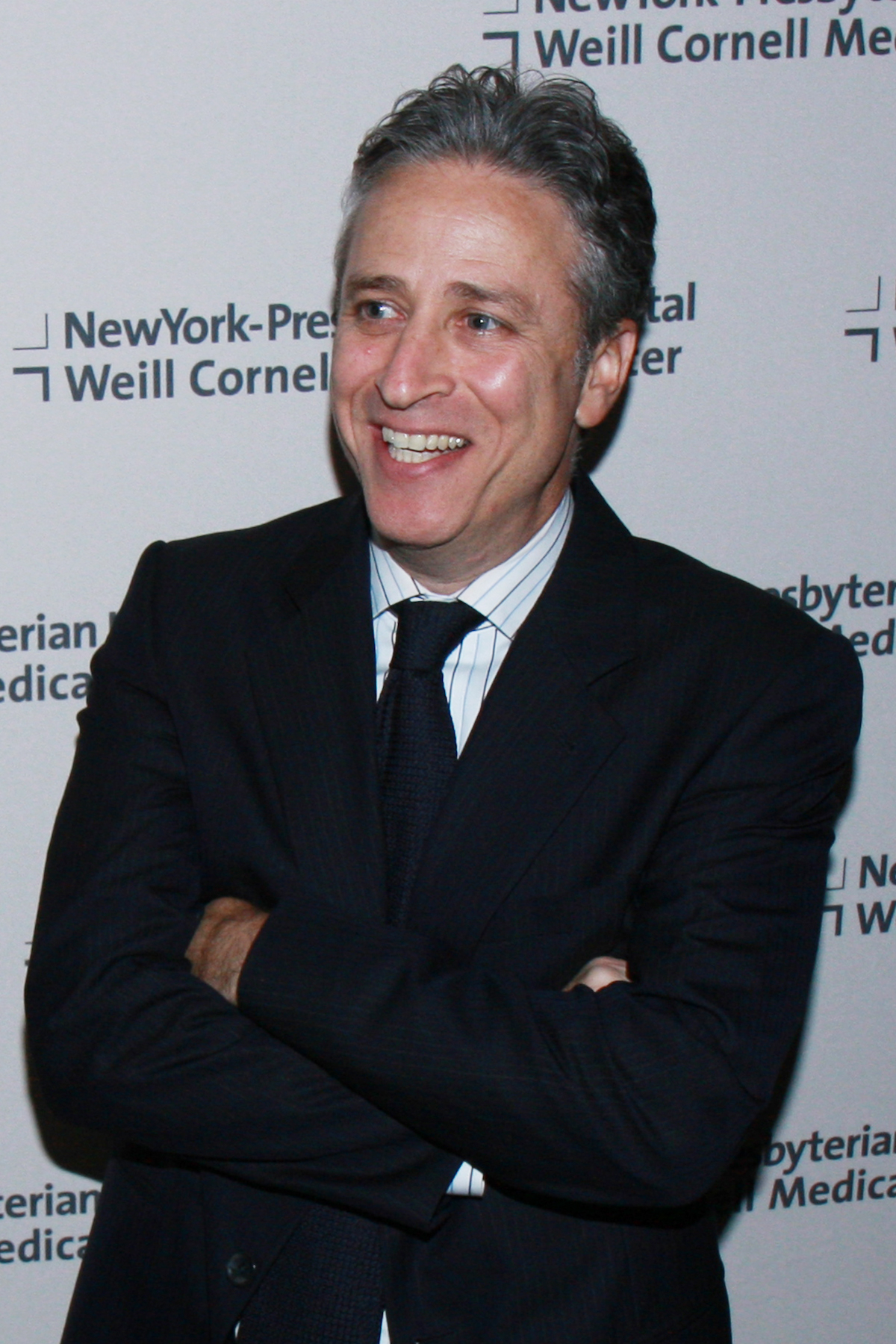